# فرد فورست
فرد فورست (بالفرنسية: Fred Forest)‏ هو رسام ومصور فرنسي، ولد في 6 يوليو 1933 في معسكر في الجزائر.